# マセラティ・ティーポ61
マセラティ・ティーポ61またはマセラティ・バードケージは1959年から1961年かけてマセラティが開発したレーシングカーである。ル・マン24時間レースに出場した実績もある。
軽量化と高剛性を両立させるべく技術陣が奮闘した結果、鳥籠のようなスペースフレームになった。クロムモリブデン鋼のパイプで構成されたフレームにより高剛性を確保していた。

## 戦歴
ティーポ61は1959年、「ロイド・ラッキー・キャスナー」の異名をとるロイド・キャスナーによる運転でスターリング・モスで最初の優勝を飾った。キャスナーはキャスナー自動車競技部門を設立して1960年のル・マン24時間レースに参戦したが優勝できなかった。しかし、Camoradiチームが1960年と1961年にニュルブルクリンク1000kmで優勝した。

## 復刻
マセラティ・バードケージ 75thはピニンファリーナがデザインした。V12エンジン搭載。